# Liste der Bischöfe von Bisaccia
Die folgenden Personen waren Bischöfe von Bisaccia (Italien):
- Basilio 1097
- Atinolfo 1138
- Riccardus 1178–1179
- N. N. 1215
- Laudatus 1254
- Zacharias 1265–1282
- Benedikt 1282–1288
- Manfred 1291–1310
- Francesco 1310–1311
- Giacomo 1311–1329
- Giovanni März/September 1329
- Francesco de Bertagno 1329–1351
- Nicola da Napoli ab 27. Juni 1351
- Benedetto Colonna 1353
- Giovanni vor 1364
- Costantinus de Termulis 1365–1368
- Stefan 1368–1369
- Francesco di Caposele 1369–1385
- Syffredus Reynoardi OESA 17. August 1385 bis Juni 1386
- Nicola 9. Juni 1386 bis 1389
- Leone 21. August 1389 bis 1410
- Giovanni d’Angelo 1428
- Guglielmo di Nicola 3. November 1428 bis 1450
- Petruccio Megliola 12. Juni 1450 bis 30. Januar 1463
- Martino de Maio 8. April 1463 bis 24. August 1487
- Bernardino Barbiani 24. August 1487 bis 1498
- Gaspare de Corbara 12. November 1498 bis 1517
- Nicola Volpe 1517–1540

Fortführung unter Liste der Bischöfe von Sant’Angelo dei Lombardi